# Muru (Valle de Yerri)
Muru es un lugar del municipio del Valle de Yerri (Navarra, España). Está en un alto, junto a la carretera NA-120, entre Bearin al sur y Abárzuza al norte. Tenía 3 habitantes en 2024. Administrativamente no forma un concejo, sino que es administrado por el Ayuntamiento del Valle de Yerri.

## Toponimia
En vasco el topónimo significa ‘muralla’, y procede del latín murus ‘muro’.

## Economía
- Casa rural «Palacio de Muru».

## Historia
A pesar de su escasa población, Muru posee un notable legado histórico. Fue parte del valle tradicional y aparece documentado desde la Edad Media, dentro de la Merindad de Estella. 
Durante las guerras carlistas, el entorno de Muru tuvo especial relevancia. En la tercera guerra carlista (1872–1876), la zona fue escenario de enfrentamientos y maniobras militares. En la tercera guerra carlista (1872–1876), el emplazamiento del Señorío sirvió como plataforma estratégica de operaciones para destacados generales carlistas como el Teniente General Antonio Dorregaray y el Brigadier Celedonio Iturralde en la defensa de la plaza carlista de Estella. Estos generales utilizaron la posición elevada del Monte Muru y la casería de Muru como lugar de mando y coordinación táctica frente al avance liberal hacia Estella.
Destaca en este contexto la batalla de Abárzuza o Monte Muru (25–27 de junio de 1874), donde el ejército liberal bajo el mando del general Manuel Gutiérrez de la Concha intentó tomar Estella desde el Valle de Yerri. Las fuerzas carlistas, posicionadas en Monte Muru y organizadas por Dorregaray, repelieron el ataque con éxito, causándole la muerte a Gutiérrez de la Concha en una carga final el día 27. También es reseñable la Batalla de Lácar (3 de febrero de 1875), impulsada por el Teniente General Torcuato Mendiry, reflejo del compromiso operativo del Valle de Yerri en la segunda contienda carlista.
En 1802 producía una cosecha de 700 robos de cereal y 1500 cántaros de vino, contando con una población de 12 personas.

### Patrimonio arquitectónico
Muru conserva una casa-palacio del siglo XV, reformada en el siglo XVII, construida en mampostería con elementos decorativos en portada y ventanas de inspiración renacentista.
El núcleo cuenta también con una iglesia medieval, con reformas en los siglos XVI y XVII, de nave única y elementos estructurales góticos tardíos.
Destaca además la casa más antigua del lugar, una construcción del siglo XIII que conserva un ventanal gótico original, característico de la arquitectura civil alto-medieval.

### Relevancia histórica
- La ubicación estratégica de Muru lo convirtió en lugar clave durante las campañas carlistas del siglo XIX, como paso y enclave de operaciones.
- La presencia de edificaciones monumentales desde el siglo XIII sugiere un uso continuado con funciones residenciales, defensivas y administrativas asociadas a antiguos señoríos rurales.